# لويسليندا فالويس
لويسليندا فالويس (من مواليد 20 يناير 1942 في سلفادور) هي امرأة قانون وقاضية وسياسية برازيلية. عضو سابق في الحزب الديمقراطي الاجتماعي البرازيلي، وكانت وزير حقوق الإنسان. كانت ثالث قاضية سوداء يتم تعيينها في ولايتها الأصلية باهيا، وكانت ديسمبارغادورا (قاضية استئناف) من محكمة العدل لولاية باهيا. تركت مكتب الوزير في 19 فبراير 2018.